# Удружење породица са проблемом стерилитета Бебе
Удружење породица са проблемом стерилитета „Бебе” је основано у циљу стварања и унапређивања услова за све врсте помоћи породицама са проблемом стерилитета.
Удружење је хуманитарна, нестраначка, невладина, непрофитабилна организација која на добровољној основи окупља породице са проблемима стерилитета, стручне раднике и друге заинтересоване особе и институције ради њиховог ангажовања у рјешавању свих проблема породица са проблемом стерилитета. Има статус грађанско-правног лица са правима, обавезама и одговорношћу утврђеним Уставом, Законом и Статутом. 
Основано је у Требињу 25.3.2010. године.
Дјелује као регионално удружење са сједиштем у Требињу.

## Циљеви удружења
- Узајамна подршка породица и стручњака;
- Материјална подршка породицама са проблемом стерилитета (лијечење, набавка лијекова по повољним цијенама, рехабилитација, хабитација и друго);
- Прикупљање материјалних средстава за лијекове и лијечење;
- Ослобађање плаћања трошкова лијечења и лабораторијских анализа;
- Рефундирање трошкова лијечења;
- Ослобађање плаћања камата на кредите намјењене за вантјелесну оплодњу;
- Психолошка припрема и помоћ паровима.

## Задаци удружења
- Води евиденцију о породицама са проблемом стерилитета, прати, анализира и проучава питања и проблеме породица са проблемом стерилитета. Стручно их обрађује и презентује их широј јавности ради обезбјеђења опште друштвене подршке њиховом рјешавању;
- Развија разноврсне облике сарадње, информисања и едуковања породица са проблемом стерилитета;
- Подстиче и помаже пропаганду, информативну, стручну и научну дјелатност у области лијечења стерилитета;
- Развија сарадњу са другим установама, удружењима, невладиним и владиним хуманитарним организацијама са циљем рјешавања проблема и задовољавања потреба породица са проблемом стерилитета;
- Оснива предузеће или задруге ради обављања производне или услужне дјелатности за потребе Удружења;
- Ослобађа се плаћања камата на кредите намјењене за вантјелесни оплод;
- Психолошка припрема и помоћ паровима;
- Преузима и проводи друге мјере и акције којима доприноси унапређењу друштвене бриге и заштите породицама са проблемом стерилитета.

## Остало
Дугогодишњим радом Удружење "БЕБЕ" је стекло репутацију у клиникама Републике Српске и региону и има сталне контакте са еминентним стручњацима из области стерилитета. Тако да, када брачни пар дође у Удружење, на једном мјесту, добије све потребне информације које су им потребне да крену са лијечењем.
Захваљујући многобројним донаторима, 2013. године је набављен хистрероскоп за Општу болницу у Требињу који је био потребан за гинеколошке интервенције. Апарат је намијењен за све жене које имају гинеколошки проблем.